# Journal of Materials Chemistry
Journal of Materials Chemistry (nach ISO 4 abgekürzt J. Mater. Chem.) war eine wissenschaftliche Peer-Review-Fachzeitschrift über Materialwissenschaft. Seit 2012 wurde sie in die Journal of Materials Chemistry A, Journal of Materials Chemistry B und Journal of Materials Chemistry C aufgespalten. Der Impact Factor lag vor der Aufspaltung bei 6,626.

## Nachfolgerzeitschriften
- Journal of Materials Chemistry A (Materials for energy and sustainability, ISSN 2050-7496)
- Journal of Materials Chemistry B (Materials for biology and medicine, ISSN 2050-750X)
- Journal of Materials Chemistry C (Materials for optical and electronic devices, ISSN 2050-7526)